# Saison 2 d'Under the Dome
Chronologie
Saison 1 Saison 3
Cet article présente les treize épisodes de la deuxième saison de la série télévisée américaine Under the Dome.

## Distribution

### Acteurs principaux
- Mike Vogel (VF : Anatole de Bodinat) : Dale « Barbie » Barbara
- Rachelle Lefèvre (VF : Adeline Moreau) : Julia Shumway
- Dean Norris (VF : Jean-François Aupied) : James « Big Jim » Rennie
- Alexander Koch (VF : Alexandre Nguyen) : James « Junior » Rennie Jr.
- Colin Ford (VF : David Dos Santos) : Joe McAlister
- Mackenzie Lintz (VF : Alice Taurand) : Elinore « Norrie » Calvert-Hill
- Karla Crome (VF : Philippa Roche) : Rebecca Pine
- Eddie Cahill (VF : François Delaive) : Sam Verdreaux
- Nicholas Strong (VF : Jean-Baptiste Anoumon) : Phil Bushey

### Acteurs récurrents et invités
- Grace Victoria Cox (VF : Joséphine Ropion) : Melanie Cross (épisodes 1 à 6 et 8 à 13)
- Aisha Hinds (VF : Laura Zichy) : Carolyn Hill (épisodes 1, 5 et 13)
- Brittany Robertson (VF : Camille Donda) : Angie McAlister (épisodes 1 et 10)
- Natalie Martinez (VF : Ingrid Donnadieu) : Linda Esquivel (épisode 1)
- Jolene Purdy (VF : Olivia Nicosia) : Dodee Weaver (épisode 1)
- Sherry Stringfield (VF : Emmanuèle Bondeville) : Pauline Rennie (épisodes 1, 3 et 8 à 13)
- Dwight Yoakam (VF : Gabriel Le Doze) : Lyle Chumley (épisodes 3 à 5, 8, 9, 12 et 13)
- Megan Ketch (en) : Harriet Arnold (épisode 4)
- Max Ehrich (VF : Paolo Domingo) : Hunter May (épisodes 8 et 10 à 13)
- Estes Tarver : Tom Tilden (épisodes 8, 10, 11 et 13)
- Brett Cullen (VF : Guy Chapellier) : Don Barbara (épisodes 7 à 9 et 12)
- Gustave Steinberg (VF : Stephane Louis) : Alex Jones (6 épisodes)

## Production
Le tournage de la deuxième saison a débuté le 3 mars 2014 à Wilmington en Caroline du Nord. Stephen King a écrit le premier épisode de la saison.

### Casting
Le 4 février 2014, Eddie Cahill et Karla Crome sont ajoutés à la distribution principale.
Parmi les acteurs récurrents et invités : Sherry Stringfield, Dwight Yoakam et Brett Cullen.

## Liste des épisodes

### Épisode 1:Le Sens du sacrifice
- États-Unis /  Canada : 30 juin 2014 sur CBS[7] / Global
- France : 27 octobre 2014 sur M6
- Québec :
  - décembre 2014 sur Club Illico[8]
  - 8 septembre 2015 sur TVA

- États-Unis : 9,41 millions de téléspectateurs[9] (première diffusion)
- Canada : 2,382 millions de téléspectateurs[10] (première diffusion)
- France : 3,95 millions de téléspectateurs[11] (première diffusion)
- Québec : 1,046 million de téléspectateurs[12] (première diffusion)

- Aisha Hinds (Carolyn Hill)
- Sherry Stringfield (Pauline)
- Jolene Purdy (Dodee)
- Stephen King (Client du restaurant)
- Grace Victoria Cox (Melanie Cross)

### Épisode 2:Invasion
- États-Unis /  Canada : 7 juillet 2014 sur CBS / Global
- France : 27 octobre 2014 sur M6
- Québec : 15 septembre 2015 sur TVA

- États-Unis : 7,7 millions de téléspectateurs[13] (première diffusion)
- Canada : 2,075 millions de téléspectateurs[14] (première diffusion)
- France : 3,6 millions de téléspectateurs[11] (première diffusion)
- Québec : 709 000 téléspectateurs[15] (première diffusion)

- Dale Raoul (Andrea)
- Grace Victoria Cox (Melanie Cross)
- Matt McHugh (Killian)

### Épisode 3:Un ciel de sang
- États-Unis /  Canada : 14 juillet 2014 sur CBS / Global
- France : 27 octobre 2014 sur M6
- Québec : 22 septembre 2015 sur TVA

- États-Unis : 7,64 millions de téléspectateurs[16] (première diffusion)
- Canada : 1,926 million de téléspectateurs[17] (première diffusion)
- France : 3,1 millions de téléspectateurs[11] (première diffusion)
- Québec : 764 000 téléspectateurs[18] (première diffusion)

- Dwight Yoakam (Lyle)
- Grace Victoria Cox (Melanie Cross)
- Sherry Stringfield (Pauline)

### Épisode 4:Révélations
- États-Unis /  Canada : 21 juillet 2014 sur CBS / Global
- France : 3 novembre 2014 sur M6
- Québec : 29 septembre 2015 sur TVA

- États-Unis : 6,74 millions de téléspectateurs[19] (première diffusion)
- Canada : 1,853 million de téléspectateurs[20] (première diffusion)
- France : 3,2 millions de téléspectateurs[21] (première diffusion)
- Québec : 777 000 téléspectateurs[22] (première diffusion)

- Grace Victoria Cox (Melanie Cross)
- Megan Ketch (Harriet Arnold)
- Dwight Yoakam (Lyle Chumley)
- Estes Tarver (Tom Tilden)

### Épisode 5:Des femmes de pouvoir
- États-Unis /  Canada : 28 juillet 2014 sur CBS / Global
- France : 3 novembre 2014 sur M6
- Québec : 6 octobre 2015 sur TVA

- États-Unis : 6,57 millions de téléspectateurs[23] (première diffusion)
- Canada : 2,062 millions de téléspectateurs[24] (première diffusion)
- France : 3 millions de téléspectateurs[21] (première diffusion)
- Québec : 695 000 téléspectateurs[25] (première diffusion)

- Grace Victoria Cox (Melanie Cross)
- Dwight Yoakam (Lyle Chumley)
- Michael Tourek (Wendell)
- Dwayne Boyd (Greg)
- Dale Raoul (Andrea Grinnell)

### Épisode 6:Le Tunnel
- États-Unis /  Canada : 4 août 2014 sur CBS / Global
- France : 3 novembre 2014 sur M6
- Québec : 13 octobre 2015 sur TVA

- États-Unis : 6,83 millions de téléspectateurs[26] (première diffusion)
- Canada : 2,087 millions de téléspectateurs[27] (première diffusion)
- France : 2,7 millions de téléspectateurs[21] (première diffusion)
- Québec : 671 000 téléspectateurs[28] (première diffusion)

- Grace Victoria Cox (Mélanie)
- John Elvis (Ben Drake)

### Épisode 7:De l'autre côté
- États-Unis /  Canada : 11 août 2014 sur CBS / Global
- France : 10 novembre 2014 sur M6
- Québec : 20 octobre 2015 sur TVA

- États-Unis : 6,9 millions de téléspectateurs[29] (première diffusion)
- Canada : 1,79 million de téléspectateurs[30] (première diffusion)
- France : 3,3 millions de téléspectateurs[31] (première diffusion)
- Québec : 698 000 téléspectateurs[32] (première diffusion)

- Brett Cullen (Don Barbara)
- Christopher Matthew Cook (Rick)
- Fernando Martinez (IV) (Miguel)
- Brian Distance (Guard)
- Kendrick Cross (Orderly)

### Épisode 8:Une lueur d'espoir
- États-Unis /  Canada : 18 août 2014 sur CBS / Global
- France : 10 novembre 2014 sur M6
- Québec : 27 octobre 2015 sur TVA

- États-Unis : 7,3 millions de téléspectateurs[33] (première diffusion)
- Canada : 1,863 million de téléspectateurs[34] (première diffusion)
- France : 3,2 millions de téléspectateurs[31] (première diffusion)
- Québec : 715 000 téléspectateurs[35] (première diffusion)

- Sherry Stringfield (Pauline)
- Grace Victoria Cox (Melanie)
- Dwight Yoakam (Lyle Chumley)
- Dale Raoul (Andrea)
- Brett Cullen (Don Barbara)
- Estes Tarver (Tom Tilden)
- Max Ehrich (Hunter)
- Curt Willis (soldat)
- Brody Rose (Petit garçon)

### Épisode 9:La Porte rouge
- États-Unis /  Canada : 25 août 2014 sur CBS / Global
- France : 10 novembre 2014 sur M6
- Québec : 3 novembre 2015 sur TVA

- États-Unis : 6,6 millions de téléspectateurs[36] (première diffusion)
- Canada : 1,894 million de téléspectateurs[37] (première diffusion)
- France : 3,2 millions de téléspectateurs[31] (première diffusion)

- Sherry Stringfield (Pauline)
- Grace Victoria Cox (Melanie)
- Dwight Yoakam (Lyle Chumley)
- Brett Cullen (Don Barbara)
- Jesse James Locorriere (Interrogateur)
- Max Ehrich (Chasseur)
- Brody Rose (Petit garçon)
- Mike Whaley (Malick)
- Colin Dennard (Trevor)
- Austin Stack (Jeune Junior)
- Brennon Olsen ("Barbie" à 8 ans)

### Épisode 10:Énergie négative
- États-Unis /  Canada : 1er septembre 2014 sur CBS / Global
- France : 17 novembre 2014 sur M6
- Québec : 10 novembre 2015 sur TVA

- États-Unis : 6,29 millions de téléspectateurs[38] (première diffusion)
- Canada : 1,951 million de téléspectateurs[39] (première diffusion)
- France : 3,3 millions de téléspectateurs[40] (première diffusion)
- Québec : 702 000 téléspectateurs[41] (première diffusion)

- Sherry Stringfield (Pauline)
- Grace Victoria Cox (Melanie)
- Dale Raoul (Andrea)
- Estes Tarver (Tom Tilden)
- Max Ehrich (Hunter)

### Épisode 11:Nuit de glace
- États-Unis /  Canada : 8 septembre 2014 sur CBS / Global
- France : 17 novembre 2014 sur M6
- Québec : 17 novembre 2015 sur TVA

- États-Unis : 6,62 millions de téléspectateurs[42] (première diffusion)
- Canada : 2,012 millions de téléspectateurs[43] (première diffusion)
- France : 3,1 millions de téléspectateurs[40] (première diffusion)
- Québec : 776 000 téléspectateurs[44] (première diffusion)

- Sherry Stringfield (Pauline)
- Grace Victoria Cox (Melanie)
- Dwight Yoakam (Lyle Chumley)
- Estes Tarver (Tom Tilden)
- Max Ehrich (Hunter)
- Mike Whaley (Malick)

### Épisode 12:La Dernière Vision
- États-Unis /  Canada : 15 septembre 2014 sur CBS / Global
- France : 17 novembre 2014 sur M6
- Québec : 24 novembre 2015 sur TVA

- États-Unis : 7,04 millions de téléspectateurs[45] (première diffusion)
- Canada : 1,887 million de téléspectateurs[46] (première diffusion)
- France : 2,8 millions de téléspectateurs[40] (première diffusion)
- Québec : 770 000 téléspectateurs[47] (première diffusion)

- Sherry Stringfield (Pauline)
- Grace Victoria Cox (Melanie)
- Dwight Yoakam (Lyle Chumley)
- Brett Cullen (Don Barbara)
- John Elvis (Ben Drake)
- Max Ehrich (Hunter)
- Mike Whaley (Malick)

### Épisode 13:Exodus
- États-Unis /  Canada : 22 septembre 2014 sur CBS / Global
- France : 17 novembre 2014 sur M6
- Québec : 1er décembre 2015 sur TVA

- États-Unis : 7,52 millions de téléspectateurs[48] (première diffusion)
- Canada : 1,296 million de téléspectateurs[49] (première diffusion)
- France : 2,3 millions de téléspectateurs[40] (première diffusion)
- Québec : 718 000 téléspectateurs[50] (première diffusion)

- Aisha Hinds (Carolyn)
- Sherry Stringfield (Pauline)
- Grace Victoria Cox (Melanie)
- Dale Raoul (Andrea)
- Estes Tarver (Tom Tilden)
- Bryant Prince (Aidan Tilden)
- Max Ehrich (Hunter)